# 海潟温泉
海潟温泉（かいがたおんせん）は、鹿児島県垂水市（旧国大隅国）にある温泉。

## 泉質
- 含塩化土類食塩泉

## 温泉街
大隅半島の付け根に近い鹿児島湾（錦江湾）に面した温泉で、遠く桜島を望む。旅館は3ヶ所あり、小規模だが、風光明媚な景観と静謐な環境で人気がある。
共同浴場の江之島温泉が人気。

## 歴史
1927年（昭和2年）にボーリング開鑿によって開湯。戦後しばらくは指宿や霧島と並ぶ温泉地として発達した歴史をもつが、その後は市が漁業に力を入れたため衰退。現在は鄙びた漁村の温泉となっている。

## アクセス
- 鉄道：九州新幹線鹿児島中央駅下車、市営バスで約20分。鴨池港より垂水フェリーで約35分垂水港到着、タクシーで約7分。